# Širokorozchodná trať do Vídně

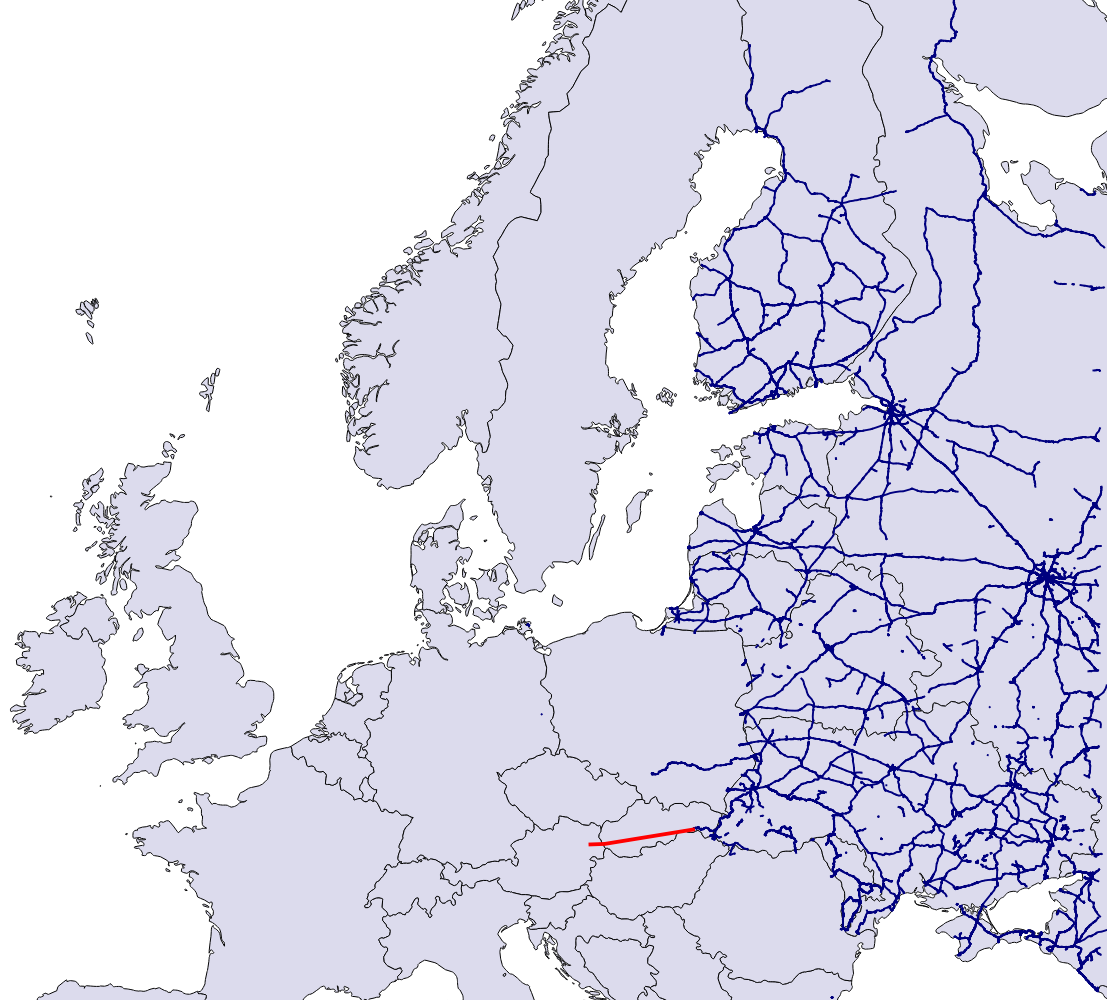
Mapa plánované tratě

Široká kolej do Vídně (německy Breitspurbahnstrecke nach Wien, anglicky Košice-Vienna broad gauge line) byl projekt, který předpokládal prodloužení širokorozchodné železniční tratě z Košic na východě Slovenska přes Bratislavu do Vídně. V důsledku realizace projektu měl vzniknout dopravní koridor v délce 8 tisíc km, který by propojil západní Evropu a Čínu.
Projekt byl součástí iniciativy budování souvislého železničního spojení (Eurasian Land Bridge) mezi Evropou a východní Asií.
V roce 2022 z projektu vystoupila rakouská železniční společnost ÖBB a rakouská vláda oznámila, že v něm neplánuje pokračovat. Projekt nepřekročil fázi plánování.

## Širokorozchodná trať
V západní Evropě je nejrozšířenější normální rozchod, čili rozchod 1 435 mm, ve východní Evropě je používán širší rozchod 1 520 mm. Železniční tratě s rozchodem 1 520 mm využívá více než 15 zemí, včetně zemí Společenství nezávislých států, Baltských zemí, Mongolska a Finska. Existuje tak souvislé propojení střední Evropy (Slovensko, Polsko) až na východní hranici Ruska, což umožňuje přímou přepravu nákladu mezi Evropou a Dálným východem.

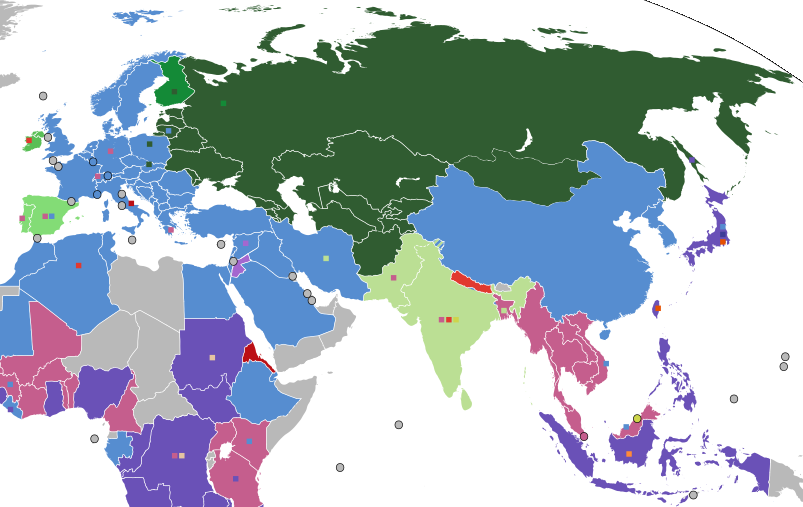
Železnice o rozchodu 1520 mm

Celková délka železničních tratí se širokým rozchodem dosahuje více než 150 000 km (18 procent z celkové délky železničních tratí).
Existuje několik širokorozchodných tratí, které jsou vybudovány v zemích, používajících tzv. „normální rozchod“. Jedná se o tratě:
- Na Slovensku: širokorozchodná trať Užhorod (Maťovce) - Košice a trať Černá nad Tisou - Čop (Ukrajina)
- V Polsku: širokorozchodná hutní trať (Linia Hutnicza Szerokotorowa)
- V Rumunsku: trať, spojující Moldavsko a hutní továrnu v Galați;

Nejzápadnější bod širokorozchodné železnice se nachází v jižním Polsku ve městě Sławków.

## Nová železniční trať do Vídně

Mezinárodní dopravní koridor «Východ-Západ» (na příkladu jedné z tratí Orient expresu)

Cílem projektu bylo prodloužení širokorozchodné tratě vybudováním tratě z Košic do Vídně, čímž mělo vzniknout souvislé dopravní spojení z Ruska, Číny, Japonska a jiných zemí Asie do střední Evropy. Prodloužení tratě mělo přímo spojit evropskou železniční síť (a tak také říční dopravu na řece Dunaj) s transsibiřskou magistrálou. Většina tranzitu mezi zeměmi EU, Ruskem a zeměmi asijsko-pacifické oblasti se uskutečňovala prostřednictvím námořní přepravy přes Suezský průplav, přičemž délka lodní trasy činila 17 až 22 tisíc km. Podle plánu iniciátorů projektu mělo prodloužení širokorozchodné tratě učinit transsibiřskou magistrálu více konkurenceschopnou v porovnání s příslušnými námořními cestami. V důsledku toho, že by nebyla nutná překládka, doba přepravy nákladů z východní Asie do Evropy se měla zkrátit na 14 dní a měla tvořit polovinu času ve srovnání s námořní přepravou. Odbourání překládky nákladů mělo také snížit riziko náhodné škody.
Podle ředitele ruských železnic Vladimira Jakunina měl být projekt konkurenceschopný zejména díky vysoké rychlosti dovozu nákladů.

Mapa sítí dopravních koridorů v Evropě. Nedaleko Vídně se nachází jeden z největších uzlů.

Projekt vyžadoval prodloužení širokorozchodné tratě a příslušné infrastruktury o 450 km, a také rekonstrukci již existující železniční tratě do Košic o délce 87 km. V rámci projektu měl být vybudován nový dopravní terminál nedaleko Vídně a Bratislavy. Dopravní uzel v regionu Vídeň-Bratislava se měl stát nejzápadnějším bodem širokorozchodné tratě. V plánu bylo vybudování nové železniční tratě podél stávající koleje s rozchodem 1 435 mm. Původní předpoklady pro uvedení trati do provozu byly stanoveny na rok 2025.

## Historie
Myšlenku o budování železniční tratě s rozchodem 1 520 mm od stanice Haniska při Košicích západním směrem vyslovil prezident společnosti Rossijskije železnyje dorogi (RŽD)  na mezinárodním fóru „Strategické partnerství 1520“. V roce 2008 Rusko, Ukrajina, Slovensko a Rakousko vytvořily společnost pro budování širokorozchodné tratě od slovenského města Košice do mezinárodního logistického terminálu ve Vídni. Společnost dostala jméno Breitspur Planungsgesellschaft, její vlastníci se stejným podílem byly mezinárodní železniční společnosti účastnických států projektu (ÖBB, ŽSR, UZ a RŽD).
6. dubna 2010 byla podepsána čtyřstranná smlouva mezi zúčastněnými zeměmi. Rusko na setkání reprezentoval prezident Dmitrij Medveděv. V prosinci 2010 společnost Roland Berger Strategy Consultans dokončila rozbor realizace projektu se závěrem, že neexistují technické ani právní překážky jeho uskutečnění.
V srpnu 2013 byl vyhlášen tendr na technické projektování příslušné infrastruktury a vítězem se stalo konsorcium BVO tvořené společnostmi BERNARD (AT) - VALBEK (SK) - OBERMEYER (DE).
V březnu 2014 prezident RŽD Vladimir Jakunin informoval o projektu, který spojí Evropu a Asii víceprofilovým dopravním koridorem. Projekt předpokládal nejen budování magistrál pro železniční dopravu, ale také pro potrubí, kterým se dováží ropa, plyn a voda.
V dubnu 2021 oznámila rakouská vláda, že neplánuje udělit povolení potřebná k realizaci projektu, vzhledem k absenci jeho financování a neexistenci postupu prací na něm.
V květnu 2022, tři měsíce po zahájení ruské invaze na Ukrajinu, oznámil rakouský dopravce ÖBB své vystoupení z Breitspur Planungsgesellschaft.
V prosinci 2022 společnost Breitspur Planungsgesellschaft vstoupila do likvidace a v roce 2023 byla vymazána z obchodního rejstříku.

## Finance

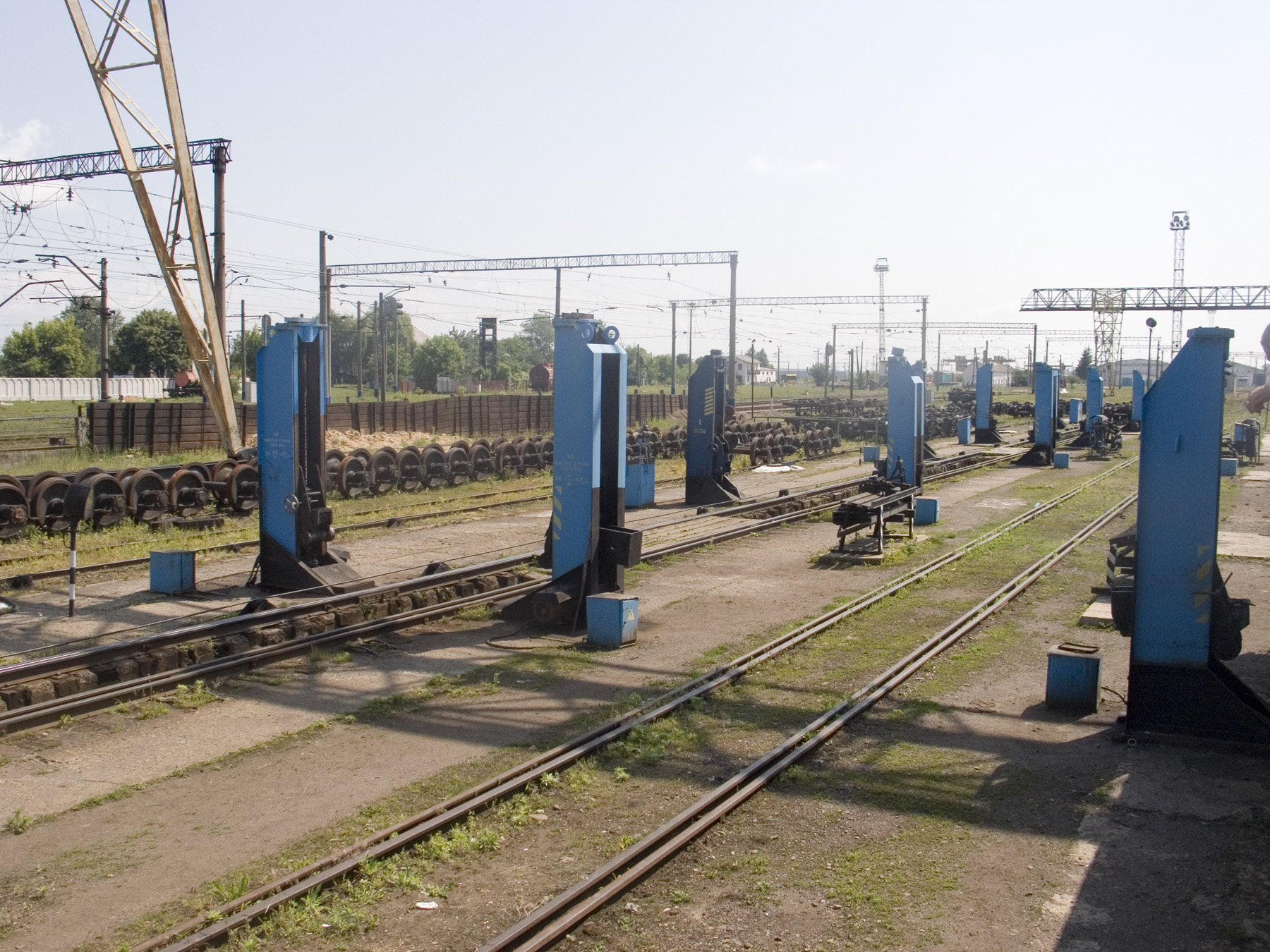
Dopravu mezi zeměmi s různými rozchody komplikuje nutnost překládky nebo výměny podvozků

Podle předběžného hodnocení měl projekt stát 6,3 miliard eur, terminály měly stát 240 milionů eur a dalších 130 milionů eur si měl vyžádat nákup kolejových vozidel.
Objem přepravy mezi Košicemi a Bratislavou měl dosáhnout 24 milionů tun, z toho do Vídně mělo pokračovat 19 milionů tun. Během realizace návrhu mělo být vytvořeno 642 tisíc nových pracovních pozic (kromě toho 11 tisíc pracovních pozic, spojených s obsluhováním infrastruktury nových tratí). Projekt měla také zvýšit HDP zemí o 12 miliard eur.
Podle studie představovalo portfolio přepravy na západ po nové trati kontejnery, železnou rudu a kovy, opačným směrem na východ mělo jet 30 procent všech stávajících objemů nákladů. Projekt měl umožnit zapojení přepravy nákladů 37 zemí Eurasie.
Podle Siima Kallase se železniční provoz mezi EU a východními sousedy mezi lety 2007 až 2020 zvětšil o 30 procent. RŽD plánovaly investovat do projektu 2 až 3 miliardy eur.

## Názory
Podle Siima Kallase byly hlavním problémem projektu celní poplatky v Rusku, v důsledku čehož mezinárodní dopravní firmy platily více než Rusko. Podle představitelů Polska měl projekt politický podtext: jeho cílem byla možná ekonomická izolace Polska.
Podle prohlášení tehdejšího generálního ředitele ukrajinských železnic Sergeje Bolobolina z roku 2013 byl projekt životně důležitý pro Ukrajinu a celý evropský systém.